# Дорожкино (Калининский район)
Доро́жкино — деревня в Калининском районе Тверской области. Относится к Аввакумовскому сельскому поселению.
Расположена восточнее Твери, в 7 км от посёлка Сахарово.
В 1997 году — 2 хозяйства, 2 жителя.